# Lochwiller
Lochwiller (en allemand Lochweiler) est une commune française située en Alsace.

## Géographie

### Localisation
Commune du Bas-Rhin (dépt 67), située à 10 km de Saverne et 35 km de Strasbourg.

### Communes limitrophes
|            | Schwenheim  | Wolschheim           |
| Marmoutier | Lochwiller  | Kleingœft            |
|            | Reutenbourg | Westhouse-Marmoutier |

### Hydrographie
La commune est dans le bassin versant du Rhin au sein du bassin Rhin-Meuse. Elle est drainée par le ruisseau le Kuhbach, le ruisseau le Langgraben et le ruisseau le Reutenburgerbach,.

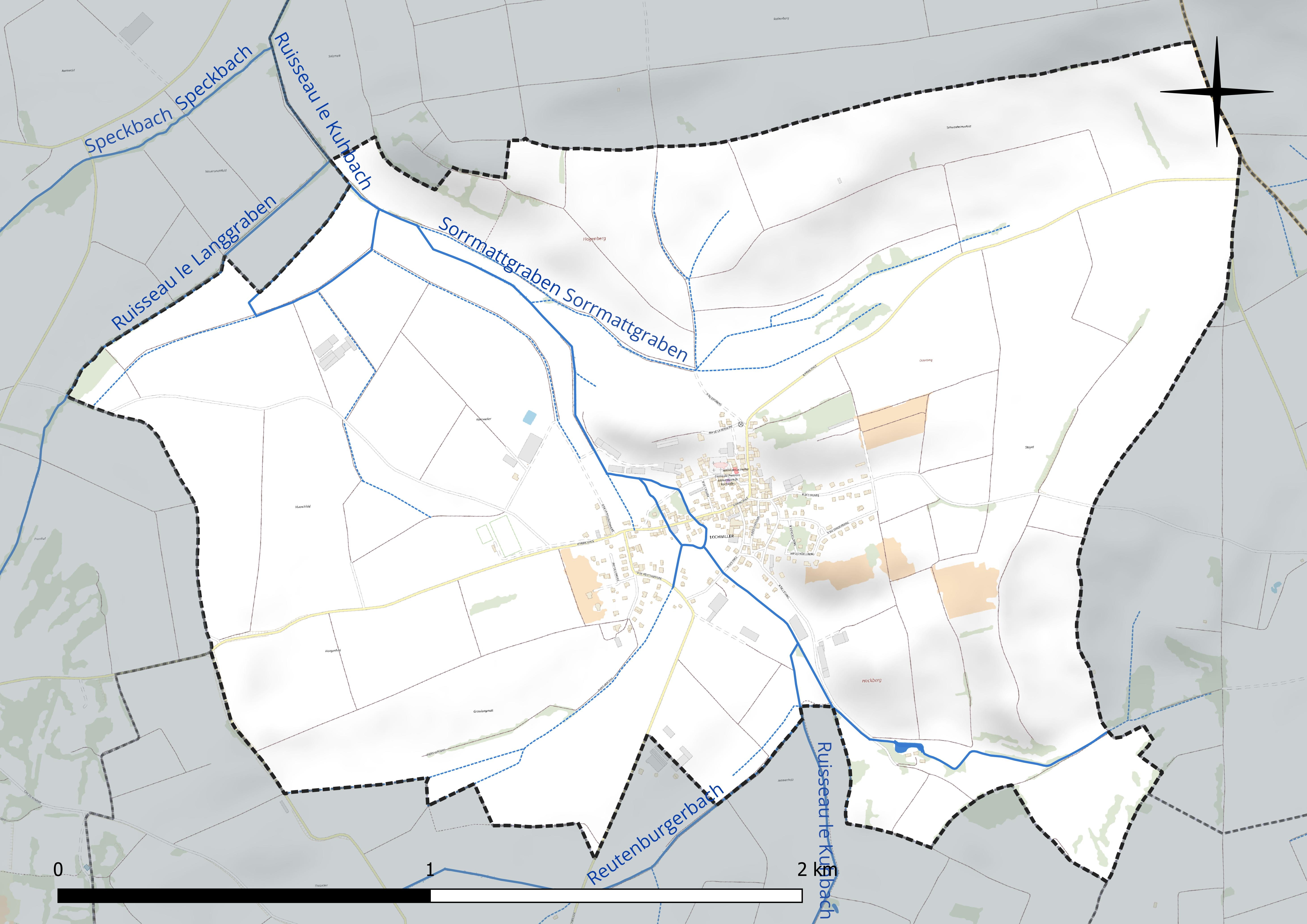
Réseau hydrographique de Lochwiller.

### Climat
Pour des articles plus généraux, voir Climat du Grand Est et Climat du Bas-Rhin.
En 2010, le climat de la commune est de type climat des marges montargnardes, selon une étude du Centre national de la recherche scientifique s'appuyant sur une série de données couvrant la période 1971-2000. En 2020, Météo-France publie une typologie des climats de la France métropolitaine dans laquelle la commune est exposée à un climat semi-continental et est dans la région climatique  Vosges, caractérisée par une pluviométrie très élevée (1 500 à 2 000 mm/an) en toutes saisons et un hiver rude (moins de 1 °C). 
Pour la période 1971-2000, la température annuelle moyenne est de 10,3 °C, avec une amplitude thermique annuelle de 17,4 °C. Le cumul annuel moyen de précipitations est de 753 mm, avec 10,2 jours de précipitations en janvier et 10,2 jours en juillet. Pour la période 1991-2020, la température moyenne annuelle observée sur la station météorologique de Météo-France la plus proche, « Wangenbourg_sapc », sur la commune de Wangenbourg-Engenthal à 11 km à vol d'oiseau, est de 9,9 °C et le cumul annuel moyen de précipitations est de 1 131,8 mm. 
La température maximale relevée sur cette station est de 36,4 °C, atteinte le 25 juillet 2019 ; la température minimale est de −16,9 °C, atteinte le 7 février 2012,,. 
Les paramètres climatiques de la commune ont été estimés pour le milieu du siècle (2041-2070) selon différents scénarios d'émission de gaz à effet de serre à partir des nouvelles projections climatiques de référence DRIAS-2020. Ils sont consultables sur un site dédié publié par Météo-France en novembre 2022.

## Urbanisme

### Typologie
Au 1er janvier 2024, Lochwiller est catégorisée commune rurale à habitat dispersé, selon la nouvelle grille communale de densité à sept niveaux définie par l'Insee en 2022.
Elle est située hors unité urbaine. Par ailleurs la commune fait partie de l'aire d'attraction de Strasbourg (partie française), dont elle est une commune de la couronne,. Cette aire, qui regroupe 268 communes, est catégorisée dans les aires de 700 000 habitants ou plus (hors Paris),.

### Occupation des sols
L'occupation des sols de la commune, telle qu'elle ressort de la base de données européenne d’occupation biophysique des sols Corine Land Cover (CLC), est marquée par l'importance des territoires agricoles (91 % en 2018), une proportion identique à celle de 1990 (91 %). La répartition détaillée en 2018 est la suivante : terres arables (76,2 %), zones agricoles hétérogènes (14,8 %), zones urbanisées (9 %). L'évolution de l’occupation des sols de la commune et de ses infrastructures peut être observée sur les différentes représentations cartographiques du territoire : la carte de Cassini (XVIIIe siècle), la carte d'état-major (1820-1866) et les cartes ou photos aériennes de l'IGN pour la période actuelle (1950 à aujourd'hui).

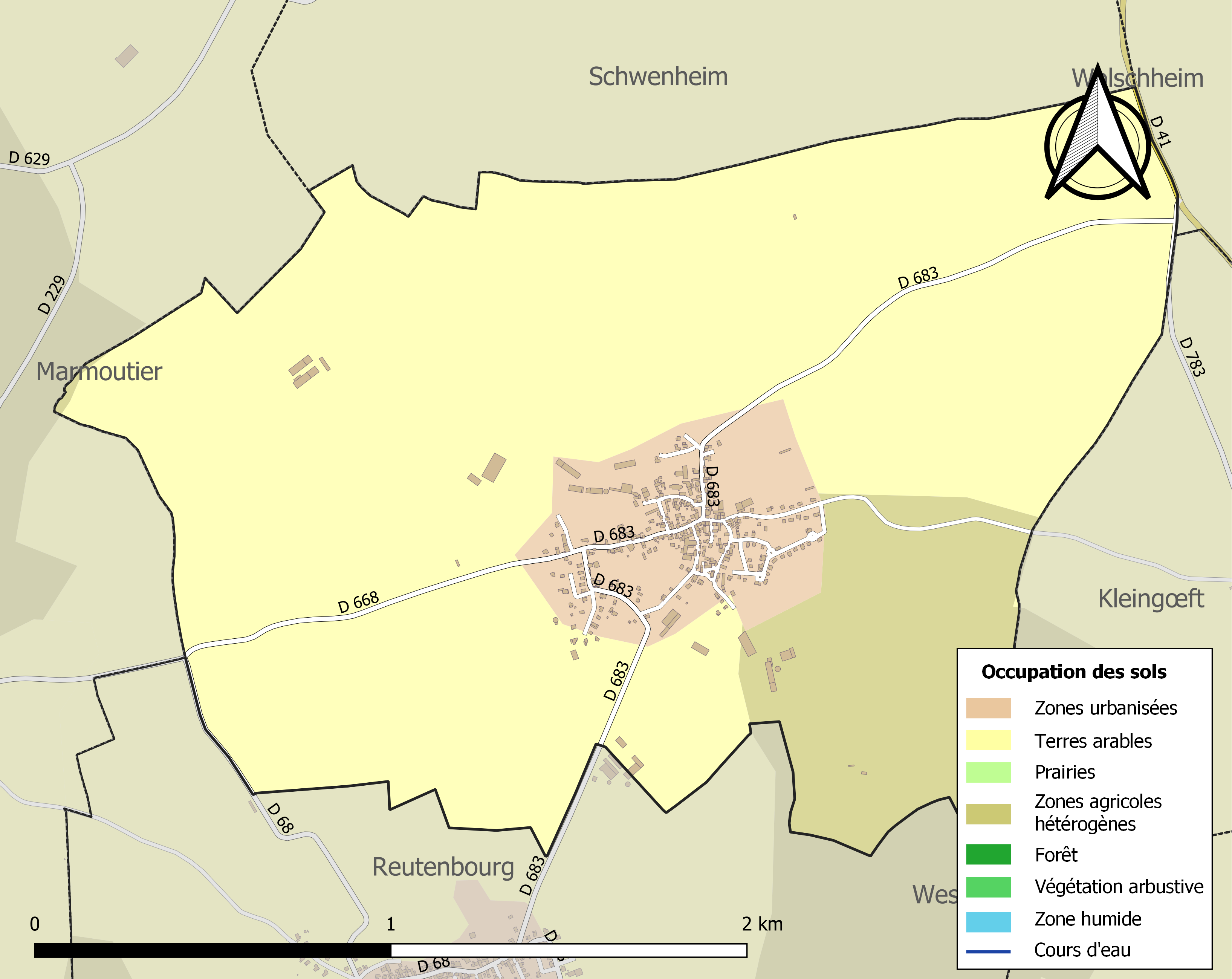
Carte des infrastructures et de l'occupation des sols de la commune en 2018 (CLC).

## Toponymie
Lochviller (1793), Lochwiler (1801).

## Histoire

### Maisons fissurées à la suite d'un forage géothermique défectueux
En 2008, le lotissement Weingarten est aménagé sur la colline, emplacement d'un ancien verger, entre les cotes 216 et 240, les rues du Sonderberg et du Koelberg. Un des ménages décide de faire réaliser un forage à 140 mètres de profondeur pour l'installation d'une pompe à chaleur. Ce forage est réalisé par une entreprise allemande. Lors du percement, une nappe est percée à 64 mètres de profondeur, et l'eau remonte et inonde les environs. Les dégâts hydrauliques sont pris en charge par les assurances et un bouchon est posé par l'entreprise suisse Sika entre 9 et 14 mètres de profondeur.
L'eau ne trouvant alors plus d'exutoire aérien pénètre dans une couche d'anhydrite et une réaction chimique se produit, transformant ce dernier en gypse, beaucoup plus volumineux. Le volume de la couche, située à une dizaine de mètres de profondeur, augmente donc de manière importante, ce qui produit un gonflement de la colline, pouvant aller jusqu'à cinquante centimètres en 2014. Des fissurations commencent à se produire à l'automne 2011 dans les maisons, puis des dégâts apparaissent sur les canalisations, les regards. Le 7 février 2014, le préfet du Bas-Rhin Stéphane Bouillon déclare que les habitants de la commune, placée en état de catastrophe minière, seront indemnisés par le Fonds de garantie des assurances obligatoires de dommages.
En novembre 2014, le tribunal de grande instance de Saverne rejette la responsabilité du BRGM, mis en cause pour avoir préconisé le rebouchage du puits. Dans la foulée, un arrêté est pris par Stéphane Bouillon, préfet de la région Alsace et du Bas-Rhin, pour mettre en demeure les entreprises de colmater correctement le puits, faute de quoi l'État se substituerait à elles (situation effective depuis mars 2015). Des carottages devant permettre d'en savoir plus sur la nature exacte du sous-sol de la zone affectée ont été effectuées pendant les mois de juillet-août 2015 et doivent être analysés par Géoderis ; le démarrage des travaux de colmatage est prévu pour le mois d'octobre 2015.

## Politique et administration

### Liste des maires
| Période                                  | Période   | Identité          | Étiquette      | Qualité |
| ---------------------------------------- | --------- | ----------------- | -------------- | ------- |
| Les données manquantes sont à compléter. |           |                   |                |         |
| mars 2001                                | mars 2014 | Jean-Marie Storck | sans étiquette |         |
| mars 2014                                | mars 2020 | Danièle Ebersohl  | sans étiquette |         |
| mars 2020                                | En cours  | Christophe Kalck  | sans étiquette |         |

## Population et société

### Démographie
L'évolution du nombre d'habitants est connue à travers les recensements de la population effectués dans la commune depuis 1793. Pour les communes de moins de 10 000 habitants, une enquête de recensement portant sur toute la population est réalisée tous les cinq ans, les populations de référence des années intermédiaires étant quant à elles estimées par interpolation ou extrapolation. Pour la commune, le premier recensement exhaustif entrant dans le cadre du nouveau dispositif a été réalisé en 2004.

En 2022, la commune comptait 388 habitants, en évolution de −9,35 % par rapport à 2016 (Bas-Rhin : +3,17 %, France hors Mayotte : +2,11 %).
| 1793 | 1800 | 1806 | 1821 | 1831 | 1836 | 1841 | 1846 | 1851 |
| ---- | ---- | ---- | ---- | ---- | ---- | ---- | ---- | ---- |
| 460  | 500  | 474  | 548  | 641  | 688  | 574  | 585  | 613  |

| 1856 | 1861 | 1866 | 1871 | 1875 | 1880 | 1885 | 1890 | 1895 |
| ---- | ---- | ---- | ---- | ---- | ---- | ---- | ---- | ---- |
| 504  | 553  | 497  | 458  | 456  | 445  | 434  | 406  | 421  |

| 1900 | 1905 | 1910 | 1921 | 1926 | 1931 | 1936 | 1946 | 1954 |
| ---- | ---- | ---- | ---- | ---- | ---- | ---- | ---- | ---- |
| 405  | 383  | 394  | 375  | 368  | 365  | 343  | 321  | 292  |

| 1962 | 1968 | 1975 | 1982 | 1990 | 1999 | 2004 | 2006 | 2009 |
| ---- | ---- | ---- | ---- | ---- | ---- | ---- | ---- | ---- |
| 276  | 268  | 281  | 322  | 341  | 345  | 353  | 372  | 421  |

| 2014 | 2019 | 2022 | - | - | - | - | - | - |
| ---- | ---- | ---- | - | - | - | - | - | - |
| 439  | 395  | 388  | - | - | - | - | - | - |

## Culture locale et patrimoine

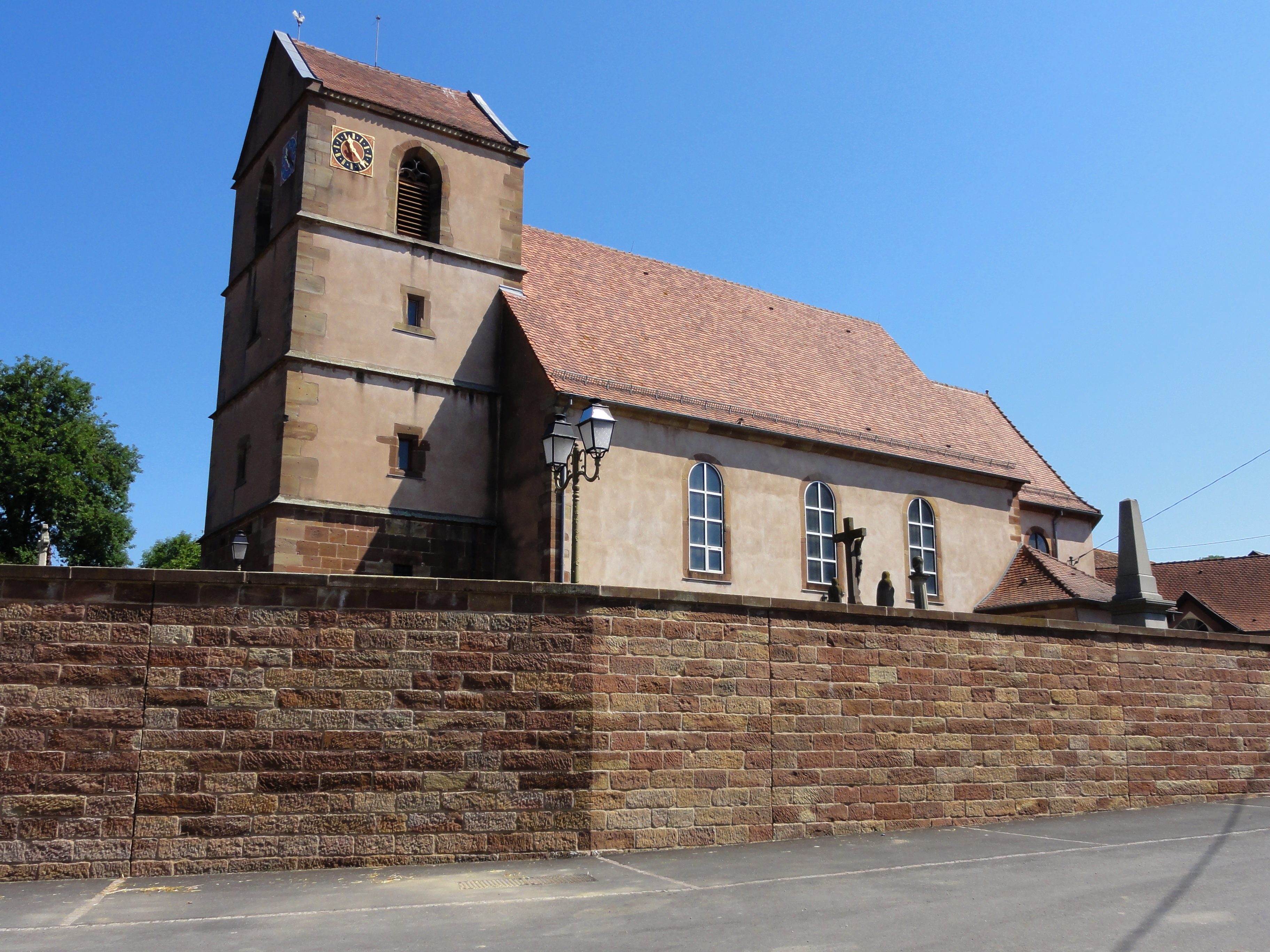
L'église Saint-Jacques-le-Majeur.

### Lieux et monuments
- Église Saint-Jacques-le-Majeur, de 1756.
- Roseraie Barth : visite gratuite des champs de roses.
- Vente d'art africain.

### Héraldique
| Blason de Lochwiller | Blason  | D'or à l'aigle bicéphale de sable. |
| Blason de Lochwiller | Détails |                                    |